# Lacul Keystone
Lacul Keystone (Keystone Lake)  este un lac de acumulare pe râurile Arkansas și Cimarron situat în nord-estul statului Oklahoma. Acesta este situat în amonte aproximativ 23 mile (37 km) de la Tulsa.  Acesta a fost creat în 1968, când a fost finalizat barajul Keystone. El se află pe teritoriul comitatelor Pawnee, Osage, Creek și Tulsa din statul Oklahoma, SUA.
Lacul are o suprafață de ca. 23600 de acri (96 km2). Lacul a fost numit după comunitatea de Keystone, care a existat între anii 1900 - 1962, și a fost inundată de apele lacului.
Există două parcuri naționale, "Keystone State Park" și "Walnut Creek State Park", situate de-a lungul malului lacului, cu locuri de camping, căi de drumeție, trasee pentru ciclism, locuri de pescuit, înot și plimbare cu barca.